# Spilichneumon inconstans
Spilichneumon inconstans là một loài tò vò trong họ Ichneumonidae.